# از پاریس با عشق
از پاریس با عشق (به انگلیسی: From Paris with Love) نام یک فیلم اکشن محصول ۲۰۱۰ ساختهٔ آمریکا به کارگردانی پی‌یر مورل است. هر ۳ فیلم این کارگردان در پاریس فیلمبرداری شده‌اند. این فیلم سومین فیلم این کارگردان فیلم، انتقادات متعددی را متوجه خود کرد که از مهم‌ترین آنها می‌توان انتقاد به شخصیت آشوبگرِ جان تراولتا اشاره کرد.
فیلم در هفتهٔ اول اکرانش در آمریکا توانست در حدود ۸٬۱۶۰ دلار فروش کند. فیلم در طول ۵ هفته اکرانش در آمریکا توانست در حدود ۲۴میلیون دلار کسب کند. ۲۸میلیون دلار نیز مجموع فروش فیلم در سایر کشورها بود. نسخهٔ دی‌وی‌دی فیلم نیز در تاریخ ۸ ژوئن ۲۰۱۰ منتشر شد و توانست با فروش حدود ۶۲۴٬۸۰۰ دلار، درآمدی ۱۱میلیون‌دلاری را عاید تهیه‌کنندگانش کند.

## خلاصهٔ داستان
جیمز ریس (با بازی جاناتان ریس میرز)، کارآموز سفارت آمریکا در پاریس است که دوست‌دار دختر همسایه‌اش به نام کارولین است. وی با ایفای خوب مسئولیت‌هایش توانسته نظر مساعد مسئولان سفارت را برای ادامهٔ همکاری جلب کند. روزی به او خبر می‌دهند که یک مأمور ویژه از آمریکا به پاریس آمده و وی باید شریک کاریِ وی در طول مدت اقامتش در پاریس باشد و با وی همکاری کند. نام وی چارلی واکس (با بازی جان تراولتا) است. از بدو ورود چارلی به فرانسه، اقدامات اطلاعاتی و مسلحانهٔ فوری و پیچیده‌ای توسط چارلی انجام می‌شود که جیمز تاکنون تجربهٔ چنین عملیات‌هایی را نداشته و ناخواسته درگیر مبارزه با یک گروه بنیادگرای اسلامیِ پاکستانی می‌شود که چارلی واکس منحصراً برای مقابله با آنها به پاریس آمده‌است و آنها قصد دارند تا ساعاتی دیگر در یک عملیات تروریستی گسترده اقدام به…